# 那提·米斯特拉爾

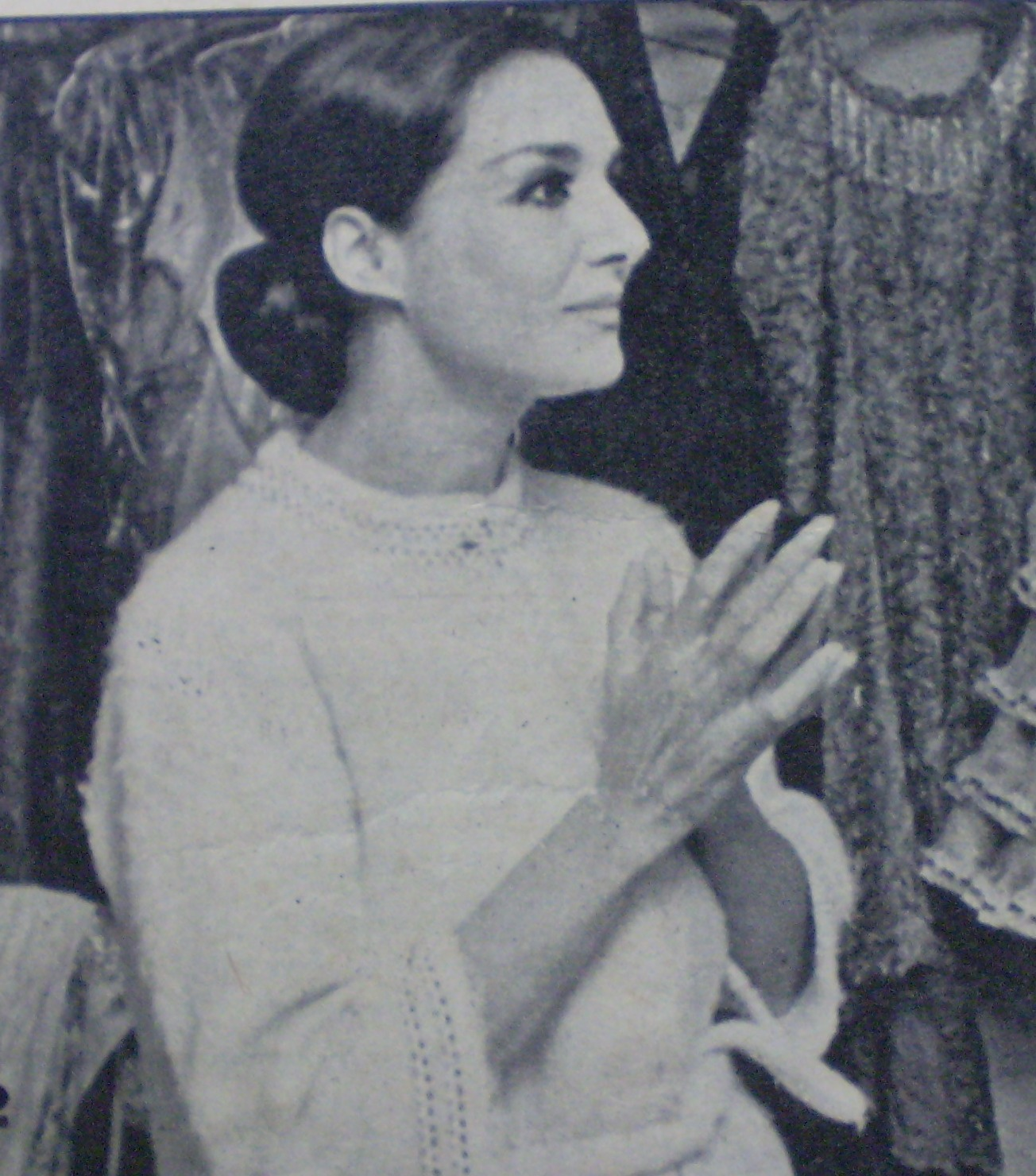
1976年的那提·米斯特拉尔

那提·米斯特拉尔（西班牙语：Nati Mistral，1928年12月13日—2017年8月20日）是一位西班牙女演员和歌手，原名Natividad Macho Álvarez，她于1997年获得国家戏剧奖。